# Melanotaenia arfakensis
Melanotaenia arfakensis är en fiskart som beskrevs av Allen, 1990. Melanotaenia arfakensis ingår i släktet Melanotaenia och familjen Melanotaeniidae. IUCN kategoriserar arten globalt som sårbar. Inga underarter finns listade i Catalogue of Life.